# 吳達善
吴达善（?—1771年），瓜尔佳氏，字雨民，陕西驻防满洲正红旗人。清朝官员，进士出身。

## 生平
吳達善在雍正己酉科成为貢生、乙卯科考取舉人，乾隆丙辰科進士。吴达善曾由户部主事官至国子监祭酒 、兵部左侍郎，工部右侍郎、甘肃巡抚、陕甘总督、云贵总督、湖广总督、太子少保、太子太保。吴达善于乾隆三十六年入祀贤良祠，死后得到谥号勤毅。

## 家庭
- 哈達瓜爾佳始祖尼雅濟布。“尼雅濟布，正紅旗人，世居哈達地方，國初来歸。其子阿拉密原任驍騎校。……又尼雅濟布之元孫阿秉阿現任員外郎，呉達善現任主事”（载《八旗滿洲氏族通譜》卷3）。
- 曾祖阿拉密，原任驍騎校。
- 祖父沙必漢。
- 父額思圖。
- 妾富氏：乾隆三十六年，含笑殉死[7]。
- 子慶長。孙儿福明，妻章佳氏（父正藍旗满洲、禮部尚書富勒渾）。
- 女瓜爾佳氏，继配嫁内务府正白旗满洲、内务府郎中、江寧織造索綽絡觀豫（父乾隆丁巳恩科進士觀保）。

## 延伸阅读
[在维基数据编辑]
 《清史稿·卷309》，出自趙爾巽《清史稿》